# Сидорово (Рамешковский район)
Сидорово — деревня в Рамешковском районе Тверской области.

## География
Находится в восточной части Тверской области на расстоянии приблизительно 2 км на юг-юго-запад по прямой от районного центра поселка Рамешки.

## История
Известна с 1533 года как деревня с 1 двором. В 1678 году в деревне было 8 крестьянских дворов. В 1709 году — 6 крестьянских дворов. В 1859 году в государственной русской деревне Сидорово — 31 двор, в 1887 — 40, в 1936 — 52 хозяйства. В советское время работали колхозы «Серп и молот». им. Ворошилова, «Трудовик». В 2001 году в деревне 18 домов постоянных жителей и 12 — собственность наследников и дачников. До 2021 входила в сельское поселение Высоково Рамешковского района до их упразднения.

## Население
Численность населения: 27 жителей (1709 год), 219 (1859), 252 (1887), 287 (1936), 46 (1989), 53 (карелы 74 %) в 2002 году, 25 в 2010.